# Serge Ravanel

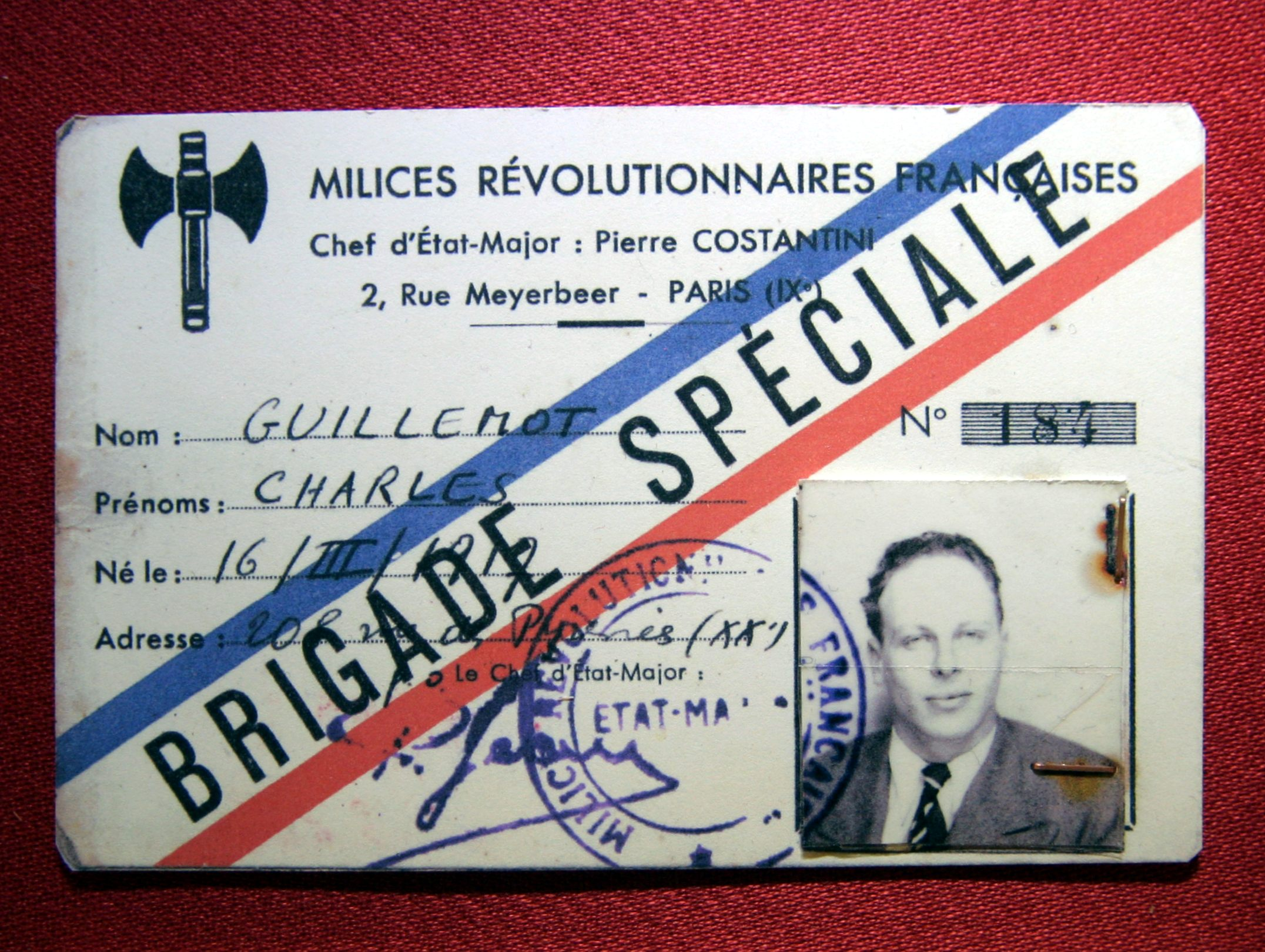
Kaart van de "Bijzondere brigade van de Franse revolutionaire milities", opgemaakt voor Serge Ravanel onder het pseudoniem Charles Guillemot.

Serge Ravanel, geb. Serge Asher (Parijs, 12 mei 1920 - aldaar, 27 april 2009) was een Frans verzetsstrijder.
Ravanel had gestudeerd aan de École polytechnique (Promotie X1939). Na de capitulatie van Frankrijk in 1940, ging hij in het verzet en verdeelde hij clandestiene bladen. Hij werd aangeworven door de beweging  Libération-Sud en fungeerde er als verbindingsman, waardoor hij pendelde tussen het noorden en het zuiden van het land. In maart 1943 werd hij samen met zijn kameraden gearresteerd en kwam hij terecht in de gevangenis. Zij slaagden erin zich ziek te laten verklaren en werden overgebracht naar het ziekenhuis van l'Antiquaille, waar zij werden bevrijd door een groep verzetsstrijders die zich voordeed als Gestapo's. Vervolgens nam Serge Asher de naam "Ravanel" aan, naar de bekende berggids van rond 1900. Na de oorlog zou hij die naam behouden.
Als kolonel bij de Forces françaises de l'intérieur leidde hij de gevechten in de streek van Toulouse en bevrijdde hij de stad.
Ravanel kreeg diverse onderscheidingen, onder meer de benoeming tot Grootofficier in het Franse Legioen van Eer, het Croix de Guerre en de Bronzen Ster.

## Werken
- L'esprit de résistance, Serge Ravanel, Seuil, "L'Histoire immédiate", 1995.